# デス・スター
デス・スター（Death Star）は、映画『スター・ウォーズシリーズ』に登場する架空の宇宙要塞・人工天体である。

## 概要
銀河帝国の保有する大型軍事バトル・ステーション。直径は約120kmにも及ぶ。
巨大なカイバー・クリスタルを経由して収束された複数のレーザーを一か所に収束させて発射することによって、惑星をたった一撃で破壊可能な高威力を誇る強力なスーパーレーザー砲を主砲として搭載している。エピソード4ではこのレーザー砲により惑星オルデランが破壊された。また、リアクター（反応炉）の稼働数を調節することで威力を自由に制御でき、『ローグ・ワン/スター・ウォーズ・ストーリー』において試射として惑星ジェダに向けて発射したものはリアクター1基のみの稼働であったため、オルデランのように星ごと破壊されてはおらず、惑星の首都であるジェダ・シティとその周辺のみが消滅させられた。また、デス・スターの防諜のために惑星スカリフに向けて発射したものも同様であり、シタデル・タワーとその周辺のみが消滅させられた。
このスーパーレーザー砲以外にも敵艦隊による攻撃を排除すべく、約数百機以上もの艦載機と各種ターボ・レーザー砲により強固に武装されていた。
映画『スター・ウォーズ エピソード2/クローンの攻撃』ではジオノーシアンの所有していたデス・スターの設計図をドゥークー伯爵（ダース・ティラナス）がダース・シディアスに届けるシーンがあり、ジオノーシアンが本体設計に関与していたことが明かされている。なお、「クロスセクション」では、ターキン総督の発案としている。映画『ローグ・ワン』及びその前日譚に当たる小説『カタリスト』では上記の「スーパーレーザー」の開発に際し、オーソン・クレニックによる指揮のもと、主任開発者であるゲイレン・アーソなど大勢の科学者を強制的に動員した事が明かされた。

### 構造
デス・スターは惑星をも破壊可能な非常に強大な兵力を持つ宇宙要塞だが、通常航行のためのイオン亜光速エンジンと、ハイパー・スペースジャンプに必要なハイパー・ドライブとを兼ね備えた巨大宇宙戦艦（戦闘ステーション）でもある。劇中でもデス・スターが惑星オルデランに接近する様子が描写されている。この巨体を稼働させるためのエンジンやハイパードライブ等は、デス・スターの赤道溝に沿って設置されていた。また、このトレンチは港湾施設も兼ねており、エピソード4でミレニアム・ファルコンが拿捕されたドッキングベイ3207も、ここに存在する。更に最高司令室は、スーパーレーザー・デッシュの縁（デス・スターの"目"）に位置していた。

### 体制
デス・スターはそれ自体が巨大な軍事組織でもあり、乗員は計約120万人にも及んだ。なお内部には乗員の生活する居住施設のみならず、トレーニングジムから酒保に至るまで様々な福利厚生施設が完備されていた。また初代デス・スターの指揮官はターキン総督であり、その補佐役として帝国軍上層部の高級将校たちがこのデス・スターに乗り込んでいた。なお、第2デス・スターの指揮は皇帝自身がとっており、モフ・ジャジャーロッドが司令官として、皇帝の命令下にデス・スターの乗員たちを指揮していた。

## バリエーション
本編におけるデス・スターは2度に亘り建造されたが、いずれも設計図が反乱同盟軍の手に渡って弱点が露見し、破壊された。

### 初代デス・スター（Death Star I ）
初代デス・スターはエピソード3『シスの復讐』の終盤で建造が開始され、エピソード4『新たなる希望』の時点では既に完成していた。乗員は計約100万人。開発段階のコードネームは「スターダスト」とされており、惑星の完全な破壊力を有することから、帝国内部では「プラネット・キラー」の通称でも呼称されていた。
スーパーレーザー砲の低出力での試射のために、惑星ジェダの聖都及び初代デス・スターの設計図が保管されていた惑星スカリフのシタデル・タワーとを、そして反逆者への見せしめと、フルパワー状態での試射のために、惑星オルデランをそれぞれ破壊している。
アナキンがダース・ベイダーへと変貌した頃には既に着工していたことが明かされており、完成まで約20年掛かっていたことが分かる。一方の第2デス・スターは、エピソード5と6の間の約1年でその大部分が既に完成しているが、ジョージ・ルーカスはこの工期の差について「シスの復讐」のDVDの解説音声で「最初のデス・スターは物資の調達に苦労したから」と語っていた。後に正史のスピンオフ作品では、デス・スターの建設資材の中継基地が反乱軍のテロ攻撃の標的となったり、設計図の完成に協力を強いられていた技術者たちが逃亡したりといったアクシデントが起きていた事が明かされており、そうしたトラブルが工事の遅延に繋がっていた事が示唆されている。
スピンオフとなる映画『ローグ・ワン』では、主任開発者ゲイレン・アーソの存在が語られた。彼は、デス・スターの計画の総責任者オーソン・クレニックの旧友であり、当初は開発に協力していたが後に逃走した。クレニックはデス・スター建造の遅れを取り戻すためにゲイレンを連れ戻し、その際に抵抗した彼の妻を殺害した。娘とも生き別れとなったゲイレンは復讐のために「デス・スターを破壊するための弱点」を密かに用意し、わざと反乱軍の手にその情報を渡らせた。また、本作ではオルデラン破壊以前に「スーパーレーザー砲のテスト」と称して、カイバー・クリスタルの採掘がおこなわれていた惑星ジェダの中心地にして、ジェダイを始めとするフォースの信奉者たちの聖地でもあるジェダ・シティを破壊している。この"テスト"は帝国元老院には「事故」として報告された。なお、デス・スターの存在を知る反乱軍は、デス・スターの設計図が保管されていた帝国軍のスカリフ基地に果敢な攻撃を仕掛け、多大な犠牲を払った上で遂に設計図のデータ奪取に成功した。
その後、前述の通りオルデランを破壊後、密かに追跡装置を取り付けられたミレニアム・ファルコンを追跡して反乱軍の本拠ヤヴィン4へと侵攻するが、そこで多数の反乱軍機による猛攻撃を受ける。最終的にXウイングに搭乗したルーク・スカイウォーカーがダース・ベイダーの追撃を巧みにかわしながら、デス・スター表面上のトレンチ内を疾走し、ハイパーマター（超物質）反応炉へと通じる換気ダクトにプロトン魚雷を打ち込んで、大規模な連鎖反応的爆発を引き起こさせることで破壊した。この排熱孔とダクトこそ、アーソによって仕組まれた唯一最大にして致命的な弱点であった。また、反乱軍を見くびり、換気ダクトに必要最低限の電磁シールドしか搭載しておらず、プロトン魚雷などの物理的な物体の侵入を防ぐことができなかったこともその一因である。
さらに、戦闘機による攻撃を一切想定しておらず、小型且つ高速の標的に対する照準システムの設計に不備があったとされており、換気ダクトを攻撃する敵機を撃墜出来なかったことも災いした。

### 第2デス・スター（Death Star II）
第2デス・スターは、エピソード6『ジェダイの帰還』に登場。乗員は200万人を超える。
初代デス・スターでの惨敗に失望した皇帝は右腕のダース・ベイダーを降格する一方で、かねてから初代デス・スターの脆弱性に強く警鐘を鳴らしていたカシオ・タッグを新たに大将軍に任命し、第2デス・スターの建造には彼の意向を最大限に反映するよう命じた。その結果、初代の問題点は大幅に改善され、根本的な再設計が行われた。第2デス・スターのスーパーレーザー砲は、航行中の敵艦を迅速かつ的確に捕捉し砲撃することが可能となった。また、発射に要する充電時間も、動力炉を大型化することで大幅に短縮することに成功した。そのため、第2デス・スターは初代より大型で、直径160kmにもおよぶ。
加えて他の兵装も大幅に強化し、初代のもう一つの欠点とも言われていた、戦闘機に対する強固な防空対策も実施された。対空レーザー砲を大幅に増備することで、敵機がほぼ突破不能な対空砲火を可能とした上
、迎撃用に無数のTIEファイターも配備した。
皇帝は反乱同盟軍を一挙に殲滅すべく、スーパーレーザー砲が完成済みであることは敢えて隠し、新たなデス・スターを衛星エンドア付近で建造中であるという機密情報を故意に漏らした。そのため、エンドアの戦いの時点では第2デス・スターはまだ未完成であった。
しかし、敵機の侵入を防御していたシールド発生装置を、ハン・ソロ将軍率いる反乱軍特殊部隊により破壊されたことで、ランド・カルリジアンの操縦するミレニアム・ファルコン号と反乱軍戦闘機部隊との防衛線突破を許してしまった。増強した対空砲火もウェッジら反乱軍のエースパイロット達を止めることは出来ず、迷路の様に複雑なダクトを伝って直接内部に侵入され、中心部の核融合炉を破壊されたことで第2デス・スターは大規模な誘爆を起こし、皇帝共々完全に消滅した。
後に、『エピソード9』に当たる『スカイウォーカーの夜明け』において、爆散した第2デス・スターの残骸はエンドアの衛星であるケフ・バーの海上に大量に落下しており、その残骸の中には皇帝の謁見室やそれに隣接するウェイファインダーの保管室などが残存していた。また劇中の描写から、シスを信奉するカルト集団「シス・エターナル」に属するベストゥーンのオーチが、同組織の拠点である惑星エグゼゴルへの道標となるウェイファインダーの番人を務めていたが、当の本人が惑星パサーナにて流砂に呑まれて死亡したことで番人の役目を果たせなくなり、結果としてウェイファインダーを探すレイ達がその在り処を突き止めるに至ったことが示唆されている。

### シークエル・トリロジーに登場するデス・スターの後続機および関連兵器
スターキラー基地（Starkiller Base)
エピソード6『ジェダイの帰還』から30年後が舞台となる、エピソード7『フォースの覚醒』において初登場した、旧帝国軍の残党勢力が新たに樹立した後継国家「ファースト・オーダー」の本拠地を兼ねる星系全体をも破壊可能な移動式の要塞惑星で、劇中では「新たなデス・スター」とも呼ばれていた。
外見はデス・スターに良く似ているが、その最大の違いは完全な人工物であったデス・スターとは異なり、こちらは天然の惑星を丸ごと一つ利用して建造されたものとなっていることである。惑星全体がファースト・オーダーの軍事基地として全面改造されており、その大きさは衛星サイズだったデス・スターと比較しても遥かに巨大なものとなっている。設定資料によれば「帝国が占領した未知領域にある氷の惑星」「惑星に存在したエネルギー収束クリスタルを利用した」などの特徴から『クローン・ウォーズ』などで登場した、「ジェダイがライトセーバーの材料であるカイバー・クリスタルを収集していた氷と雪に覆われた惑星イラム」と推測されていたが、『スカイウォーカーの夜明け』の設定資料集内の記述で、スターキラー基地の土台となった惑星が惑星イラムであることが確定した。
このスターキラー基地は過去に帝国軍で研究されていた「超兵器のテクノロジーの集大成」とも呼べる規模の非常に強力な主砲を搭載しており、約数百光年以上離れた遠方の星系をも直接砲撃可能という途方もない威力を発揮する。デス・スターが搭載していたスーパーレーザー砲は、ハイパースペースと繋がるメイン反応炉から超光速物質「ハイパーマター」のエネルギーを抽出して、惑星を一撃で破壊可能なほど強力なパワーを生成させるという画期的な仕組みであったが、スターキラー基地は宇宙に偏在する暗黒物質を大規模に集約して巨大なエネルギーへと変換し、更に近隣の恒星の核融合エネルギーをも丸ごと吸収することで超新星爆発に匹敵するほどの膨大なエネルギーを蓄積。そして「仮想エネルギー（ファントム・エネルギー）」へと変換し、主砲からハイパースペースそのものを引き裂くほどの驚異的な威力を持ったビームとして発射する。この光線は肉眼で見るとビームのように見えるが、実際は「空間の歪み」そのものであり、相対性理論を超も超越して時に目標的する数約百光年離以上れた星系に到達、し星質量に衝突するとそこで瞬間的にエ膨大なネルギーが開放され、小規模な超新星爆発を誘発する。なお、この際の天文現象は空間そのものが歪曲されるために、数百光年先でも圧倒的な光として観測される。
銀河系の未知領域の深奥部で、新共和国やレジスタンスの探査機による執拗な詮索を免れ、30年という長い年月を掛けて恐るべき超兵器として建造されたスターキラー基地は、最初の標的としてレジスタンスを極秘に支援している新共和国が当時元老院を置いていたコア・ワールドの都市惑星ホズニアン・プライムを選ぶ。この時、新共和国元老院ではレジスタンスの将校コー・セラ中佐がファースト・オーダーの脅威を懸命に議会に訴え掛けていたが既に手遅れであり、コー・セラ中佐と新共和国議長および議員たちが真紅に染まる空を見上げた頃には、ホズニアン・プライムを擁する星系の星々とそれを警護する新共和国防衛艦隊の全てが一瞬にして消滅してしまった。
ファースト・オーダーは次の標的としてレジスタンスの本拠地が置かれた惑星ディカーを狙うが、レジスタンスとの激戦の末に、唯一の弱点であるエネルギー制御装置（サーマル・オシレーター）を破壊され、蓄積した膨大な恒星の核融合エネルギーを制御不能となってしまう。そして徐々に惑星の地殻そのものが崩壊し、最後は一つの溶融した恒星と化し、やがてスターキラー基地の存在した星系は連星系となった。
エピソード9『スカイウォーカーの夜明け』において、最高指導者となったカイロ・レンが惑星エクセゴルで入手したパルパティーンのシス艦隊「ファイナル・オーダー」やカルト集団「シス・エターナル」について議論する最高評議会において、1人の幹部がシスのカルトと協力することに難色を示すが、エンリック・プライド元帥は「これだけの艦隊と合流すれば、スターキラー基地を失った穴は埋められる」と発言しており、一星系全体を瞬時に壊滅させられるだけの破壊力を有するスターキラー基地を喪失したことがファースト・オーダーにとっていかに痛手であったかが描かれている。
バッタリング・ラム・キャノン（Battering ram cannon）
スーパーレーザー・シージ・キャノンの一種。エピソード8『最後のジェダイ』に登場。地上戦における対要塞用兵器としてデス・スターの原理を応用し小型化された兵器である事が劇中でのフィンとポーの会話で語られる。そのためデス・スターと比較すると威力こそ非常に小さいものの、惑星クレイトにあるレジスタンスの前哨基地のブラスト・ドアを一撃で融解させた。
ジストン級スター・デストロイヤー（Xyston-class Star Destroyer）
別名「シス・スター・デストロイヤー」とも言われており、スター・デストロイヤーの級種である。エピソード9『スカイウォーカーの夜明け』にてパルパティーンのシス艦隊「ファイナル・オーダー」の主戦力を構成していた。船体の下面にアキシャル・スーパーレーザー砲を搭載しており、デス・スターに搭載されていたスーパーレーザー砲のように惑星を一瞬で破壊することはできないが、エネルギーを断続的に照射することによって惑星を破壊することができる。

### その他のバリエーション
スピンオフ作品にはデス・スターと同等の破壊力、機能を備える兵器が多数登場する。しかし、現在ではこれらは全て「レジェンズ（非正史）」のものである。
第3デス・スター（Death Star III）
ディズニーランド、ディズニー・ハリウッド・スタジオ、東京ディズニーランド、ディズニーランド・パークのアトラクションである『スター・ツアーズ（Star Tours）』に登場。エンドアの戦い後に帝国から離反した大将軍グランド・モフ・アーダス・ケインによって創立されたペンタスター連合により極秘に建造されていた。
新共和国軍のローグ中隊の活躍により初代デス・スターと同じ方法で破壊される。
デス・スター・プロトタイプ（Death Star prototype）
帝国軍のモー秘密研究所に保管されていた初代デス・スターの試作品。まだ躯体のみであったが、中心部の核融合炉は厳重に保護されており、さらに限定的だがスーパーレーザー砲や推進システム等も搭載していた。
ダークセーバー（Darksaber）
のちにダーガ・ザ・ハットからの依頼で、デス・スターの設計者であるベヴェル・レメリスクが独自開発した小規模な居住施設とスーパーレーザー砲のみから構成される簡易版デス・スター。外見がライトセーバーと似ていることから"ダークセーバー"と呼ばれていた。
強引なコストダウンと無理な突貫工事によって、設計通りの性能を十分に発揮することが出来ず、最終的に惑星ホス付近の小惑星に衝突し破壊された。
エクスペディショナリー・バトル・プラネット（Expeditionary Battle Planet）
スピンオフ作品『スター・ウォーズ ローグ・プラネット』に登場するデス・スターのオリジナルアイディア。
帝国軍のTIEファイターなどを手掛ける大手造船企業「サイナー・フリート・システムズ」の重役であるレイス・サイナーが、旧友であったグランド・モフ・ウィルハフ・ターキンの歓心を得るべく独自に考案した計画で、初期設計では本体の他に小型の球体が外部に二つ存在していた。
この計画は後にターキンによって横取りされ、ターキン自身の発案として帝国元老院に売り込まれてしまうなど、ターキンの名誉挽回のために利用されたが、当のレイス自身はこの計画を好いてはおらず何ら異議は唱えなかった。

## レジェンズ（非正史）
初代デス・スターは「恐怖による支配」というターキン主義（「カノン（正史）」におけるターキン・ドクトリンとは異なる）を全銀河に浸透させるための道具として利用されていた。事実、ターキンは独自にスーパーレーザーの使用権限を付与されており、劇中での描写の通り私意で自由に使用できるばかりか、ターキン総督の副官であるモッティ提督などはデス・スターの力で皇帝に謀反を起こすよう密かにターキンに進言するなどしており、デス・スターの司令官たちが皇帝に対し強い独立性を保っていたことがうかがえる。また、エピソード4のダース・ベイダーはターキンの監視の密命を帯びていたともいう。
初代デス・スターの完成までに約20年もの長い工期を費やした理由について、「ジオノーシアンによる当初の設計に重大な欠陥が見つかり、ケッセルに程近いモー秘密研究所で再検討を余儀なくされたため、一時建造が中断されていた」という後付けによる公式設定が発表されていた。後に発表されたスピンオフ小説『デス・スター』では、他の政治的な理由も絡んで初代デス・スターが何度も休工を余儀なくされたとなっている。
また、ジオノーシスやモー秘密研究所で初代と2代目の設計を担当した帝国の技術者ベヴェル・レメリスクの存在も大きい。彼は初代デス・スターの喪失後に、激怒した皇帝の命令によって巨大かつ獰猛な肉食昆虫に生きながらにして捕食されるという残虐極まりない方法で処刑された後、クローンとして強制復活させられた。その後レメリスクはまず最大の弱点を克服するため、2代目の大型排熱ダクトを何百万ものミリ単位の小型排熱ダクトに置換し、それらによって初代デス・スターに搭載されていた機能を完全に補完可能な様に改良した。これによって、初代デス・スターの様に排熱孔に魚雷を撃ち込まれることを防ぎ、万が一攻撃を受けたとしても、ダクト内部は外圧のエネルギーを完全に吸収可能に設計されているため、攻撃は動力炉に到達する前に無力化してしまう。
最大の弱点を克服した後、レメリスクはデス・スターの主兵装であるスーパーレーザーの改良にも着手した。初代のスーパーレーザーは威力は申し分無しであったが、照準システムと火力調節機構を更に改良する必要があった。このレメリスクによる試みは大きな成功を収め、第2デス・スターはこれらの対策で鉄壁の防御を誇り、レメリスクは「万が一敗れる可能性があるとすれば、それは建設中に攻撃された時である」と予想していた。彼はこの事実を皇帝にも進言していたとされる。また、「完成さえすれば、絶対に破壊は不可能である」と断言していたともいう。
なお、デス・スターを完成させたモー秘密研究所では、他にも極秘に各種超兵器の研究開発が行われ、その内の幾つかは実際に帝国軍によって実戦投入されていたが、後に新共和国によって研究所共々完全に破壊された。

## 破壊による銀河経済への影響

### デス・スターとその建造費用
アメリカでは2012年に「雇用の創出と国防のため」という目的でホワイトハウス宛にデス・スター建造陳情書と集められた34,435人分の署名が提出された。それに対しホワイトハウスは2013年1月に、建設に85京ドル（約7,580京円）が必要となるために却下する回答を発表した。これは世界中のGDPの13,000年分に相当する。なお、建造に必要な鉄1,080兆トンを掘り出すだけでも833,315年かかるという。

### Feinstein の見積もり
Zachary FeinsteinはarXivに投稿した論文It's a Trap: Emperor Palpatine's Poison Pill （「それは罠だ。皇帝パルパティーンのポイズンピル」）において、デス・スターの建造費用と銀河全体のGDP（GGP）の比率が第二次世界大戦当時の原爆の製造費用とアメリカのGDPの比率と同じであると仮定して、デススターが破壊された際のベイルアウトに必要な金額を見積もった。この額は銀河全体の金融セクターにはGGPのおよそ60%の資金があると各種資料から算出し、期待値、バリュー・アット・リスク、期待ショートフォールなどを用いて計算されている。Feinstein によると1年当たりGGPはおよそ4600000000000000000000ドル（46垓ドル）と見積もられ、デス・スター破壊にともなう銀河経済への破滅的影響の緩和のために、GGP比15%から20%の準備高が必要であるとされた。

## 補足
- 地球サイズの惑星を吹き飛ばすには、1032ジュールのエネルギーが必要になると推定される。これは太陽が放出する一週間分のエネルギーに相当する。ちなみに広島市への原子爆弾投下で放出されたエネルギーは6.28 × 1013ジュールであった。
- エピソード4の反乱軍基地で映されていたデス・スターの設計図は初期案をそのまま流用したもので、スーパーレーザーの位置が異なっている（北半球ではなく赤道に位置している）が、特別編でもDVD版でも修正されておらず、さらにローグ・ワンで設計図を受信するシーンもこの設計図が踏襲された。なお、エピソード2で登場した初期の設計図ではスーパーレーザーの位置はエピソード3以降で実際に建造された物と同じになっている。
- 土星のミマスは直径約400キロの小さな衛星で、氷に覆われており、特徴的な巨大クレーターがあり、「デス・スター」に似ていることでも知られる。
- 初代デス・スターの直径は木星の衛星であるテーベよりやや大きく、第2デス・スターの直径は木星の衛星であるヒマリアよりやや小さい。